# Polydisque
En mathématiques et plus particulièrement dans la théorie des fonctions de plusieurs variables complexes, un polydisque est un produit cartésien de disques.

## Définition
Plus précisément, si {\displaystyle z} est un nombre complexe et {\displaystyle r} un nombre réel positif et si l'on désigne par {\displaystyle D(z,r)} le disque ouvert de centre z et de rayon r dans le plan complexe C, alors un polydisque ouvert est un ensemble de la forme
{\displaystyle D(z_{1},r_{1})\times \dots \times D(z_{n},r_{n}).}
Il peut être écrit de manière équivalente comme :
{\displaystyle \{w=(w_{1},w_{2},\dots ,w_{n})\in {\mathbf {C} }^{n}:\vert z_{k}-w_{k}\vert <r_{k},{\mbox{pour tout}}\ k=1,\dots ,n\}.}
Lorsque {\displaystyle n=2} le terme « bidisque » est parfois utilisé.
Il ne faut pas confondre le polydisque avec la boule ouverte dans Cn, qui est définie comme
{\displaystyle \{w\in \mathbf {C} ^{n}:\lVert z-w\rVert <r\}.}
Ici, la norme {\displaystyle \lVert \rVert } est la distance euclidienne dans Cn.
Lorsque {\displaystyle n} est strictement supérieur à 1, les boules ouvertes et les polydisques ouverts ne sont pas biholomorphiquement équivalents, c'est-à-dire qu'il n'y a pas de morphisme holomorphe bijectif et d'inverse holomorphe entre les deux. Ce résultat a été prouvé (dans le cas où {\displaystyle n=2}) par Poincaré en 1907 en montrant que leurs groupes d'automorphismes ont des dimensions différentes en tant que groupes de Lie.
Le polydisque est un exemple de  domaine de Reinhardt logarithmiquement convexe.